# Série mondiale 2002
La Série mondiale 2002 était la 98e série finale des Ligues majeures de baseball. Elle a débuté le 19 octobre 2002 et opposait les champions de la Ligue américaine, les Angels d'Anaheim, aux champions de la Ligue nationale, les Giants de San Francisco.
Cette série 4 de 7 s'est terminée le 27 octobre 2002 par une victoire des Angels, quatre parties à trois sur les Giants.
Cette finale était la première de l'histoire à opposer deux équipes qualifiées pour les éliminatoires en qualité de meilleurs deuxièmes.

## Équipes en présence
Les Angels d'Anaheim connurent en 2002 la meilleure saison régulière de leur histoire avec un dossier de 99 victoires et 63 défaites, mais finirent néanmoins quatre parties derrière les Athletics d'Oakland (103-59) dans la division Ouest de la Ligue américaine. La performance des Angels fut suffisante pour leur assurer la place de meilleur second dans cette ligue.
Opposés aux puissants Yankees de New York (103-58), premiers dans l'Est, meilleure formation des majeures et champions en titre de l'Américaine, les Angels remportèrent la Série de division trois parties à une. Pendant ce temps, les Athletics s'inclinèrent en cinq parties devant les Twins du Minnesota (94-67, champions de la division Centrale). En Série de championnat, les Angels triomphèrent quatre parties à une.
Dans la Ligue nationale, les Giants de San Francisco terminèrent deuxième dans la section Ouest avec une fiche de 95-66, deux matchs et demi derrière les champions du monde en titre, les Diamondbacks de l'Arizona (98-64). En Série de division, les Giants mirent un terme à la saison des Braves d'Atlanta, premiers dans l'Est avec le meilleur dossier de la Nationale (101-59), en l'emportant trois matchs à deux.
Les Diamondbacks furent quant à eux balayés en trois parties par les Cardinals de Saint-Louis (97-65, champions de la division Centrale). En Série de championnat, San Francisco eut le meilleur sur Saint-Louis, quatre victoires à une. La Série mondiale allait donc opposer pour la première fois deux équipes qualifiées comme wild card.
Les Angels participaient en 2002 à la Série mondiale pour une toute première fois dans l'histoire de la franchise, fondée en 1961. Les Giants accédaient aux séries mondiales pour la 20e fois de l'histoire de la franchise, qui avait remportée cinq titres, dont le dernier en 1954. Depuis le transfert de l'équipe à San Francisco en 1958, cependant, les Giants n'avaient remporté aucune série mondiale en deux tentatives, la dernière en 1989.

## Déroulement de la Série

### Calendrier des rencontres
| Match | Date       | Visiteur                | Hôte                    | Score   |
| ----- | ---------- | ----------------------- | ----------------------- | ------- |
| 1     | 19 octobre | Giants de San Francisco | Angels d'Anaheim        | 4 - 3   |
| 2     | 20 octobre | Giants de San Francisco | Angels d'Anaheim        | 10 - 11 |
| 3     | 22 octobre | Angels d'Anaheim        | Giants de San Francisco | 10 - 4  |
| 4     | 23 octobre | Angels d'Anaheim        | Giants de San Francisco | 3 - 4   |
| 5     | 24 octobre | Angels d'Anaheim        | Giants de San Francisco | 4 - 16  |
| 6     | 26 octobre | Giants de San Francisco | Angels d'Anaheim        | 5 - 6   |
| 7     | 27 octobre | Giants de San Francisco | Angels d'Anaheim        | 1 - 4   |

### Match 1
Samedi 19 octobre 2002 au Edison International Field, Anaheim, Californie.
| Giants de San Francisco | 0 | 2 | 0 | 0 | 0 | 2 | 0 | 0 | 0 | 4 | 6 | 0 |
| Angels d'Anaheim | 0 | 1 | 0 | 0 | 0 | 2 | 0 | 0 | 0 | 3 | 9 | 0 |
| Lanceurs partants : SF : Jason Schmidt ANA : Jarrod Washburn Vic. : Jason Schmidt (1-0) Déf. : Jarrod Washburn (0-1) Sauv. : Robb Nen (1) HRs : SF : Barry Bonds (1), Reggie Sanders (1), J. T. Snow (1) ANA : Troy Glaus (1, 2) |   |   |   |   |   |   |   |   |   |   |   |   |

À sa toute première présence au bâton en carrière lors d'une série mondiale, le joueur étoile des Giants, Barry Bonds, frappa un coup de circuit. Il fut imité par ses coéquipiers Reggie Sanders et J.T. Snow dans cette victoire de San Francisco, 4 à 3. Les Angels eurent, dans la défaite, eux aussi recours à la longue balle, Troy Glaus en cognant deux.
Utilisé comme frappeur désigné par les Giants, Tsuyoshi Shinjo est devenu dans cette rencontre le premier Japonais de l'histoire à jouer en Série mondiale.

### Match 2
Dimanche 20 octobre 2002 au Edison International Field, Anaheim, Californie.
| Giants de San Francisco | 0 | 4 | 1 | 0 | 4 | 0 | 0 | 0 | 1 | 10 | 12 | 1 |
| Angels d'Anaheim | 5 | 2 | 0 | 0 | 1 | 1 | 0 | 2 | X | 11 | 16 | 1 |
| Lanceurs partants : SF : Russ Ortiz ANA : Kevin Appier Vic. : Francisco Rodríguez (1-0) Déf. : Félix Rodríguez (0-1) Sauv. : Troy Percival (1) HRs : SF : Reggie Sanders (2), David Bell (1), Jeff Kent (1), Barry Bonds (2) ANA : Tim Salmon (1, 2) |   |   |   |   |   |   |   |   |   |    |    |   |

Les Angels entreprirent le second match avec une poussée offensive de cinq points en première manche. Les Giants répliquèrent à leur tour au bâton, lorsque Reggie Sanders frappa son deuxième circuit de la série, une claque de trois points. Le frappeur suivant, David Bell, l'imita avec un coup en solo qui réduisait la marque à 5-4. Les deux clubs continuèrent de s'échanger des points, San Francisco allant jusqu'en prendre les devants 11-7 avec une autre poussée de quatre points, en 5e manche.
Ce fut Tim Salmon qui vint sceller l'issue de la rencontre, plaçant définitivement Anaheim en avant en fin de 8e manche avec un circuit de deux points après deux retraits. Barry Bonds frappa son second circuit de la série en 9e, mais ce fut insuffisant. Les Angels l'emportèrent 11-10 et nivelèrent les chances dans la série.

### Match 3
Mardi 22 octobre 2002 au Pacific Bell Park, San Francisco, Californie.
| Angels d'Anaheim | 0 | 0 | 4 | 4 | 0 | 1 | 0 | 1 | 0 | 10 | 16 | 0 |
| Giants de San Francisco | 1 | 0 | 0 | 0 | 3 | 0 | 0 | 0 | 0 | 4  | 6  | 2 |
| Lanceurs partants : ANA : Ramon Ortiz SF : Liván Hernández Vic. : Ramon Ortiz (1-0) Déf. : Liván Hernández (0-1) HRs: SF : Rich Aurilia (1), Barry Bonds (3) |   |   |   |   |   |   |   |   |   |    |    |   |

Deux manches de quatre points permirent aux Angels de l'emporter 10-4 pour prendre l'avance dans la série, deux victoires à une. Scott Spiezio produisit trois points pour les vainqueurs. Dans la défaite, Barry Bonds frappa un coup de quatre buts, devenant le premier joueur de l'histoire du baseball à cogner des coups de circuits dans chacun des trois premiers matchs de série mondiale auquel il participa.

### Match 4
Mercredi 23 octobre 2002 au Pacific Bell Park, San Francisco, Californie.
| Angels d'Anaheim | 0 | 1 | 2 | 0 | 0 | 0 | 0 | 0 | 0 | 3 | 10 | 1 |
| Giants de San Francisco | 0 | 0 | 0 | 0 | 3 | 0 | 0 | 1 | X | 4 | 12 | 1 |
| Lanceurs partants : ANA : John Lackey SF : Kirk Rueter Vic. : Tim Worrell (1-0) Déf. : Francisco Rodríguez (1-1) Sauv. : Robb Nen (2) HRs : ANA : Troy Glaus (3) |   |   |   |   |   |   |   |   |   |   |    |   |

San Francisco revint de l'arrière en comblant un déficit de 0-3 pour remporter une victoire de 4-3. Benito Santiago créa l'égalité en 5e avec un simple et David Bell produisit le point gagnant en 8e, un point non mérité en raison de la balle passée commise plutôt par le receveur des Angels, Bengie Molina. Troy Glaus cogna son troisième circuit de la série dans une cause perdante.

### Match 5
Jeudi 24 octobre 2002 au Pacific Bell Park, San Francisco, Californie.
| Angels d'Anaheim | 0 | 0 | 0 | 0 | 3 | 1 | 0 | 0 | 0 | 4  | 10 | 2 |
| Giants de San Francisco | 3 | 3 | 0 | 0 | 0 | 2 | 4 | 4 | X | 16 | 16 | 0 |
| Lanceurs partants : ANA : Jarrod Washburn SF : Jason Schmidt Vic. : Chad Zerbe (1-0) Déf. : Jarrod Washburn (0-2) HRs: SF : Jeff Kent (2, 3), Rich Aurilia (2) |   |   |   |   |   |   |   |   |   |    |    |   |

Les Giants écrasèrent les Angels 16-4 dans cette cinquième partie, où Anaheim n'eut jamais les devants. Avec deux coups de circuit, Jeff Kent connut une soirée de quatre points produits pour San Francisco, alors que Rich Aurilia et Benito Santiago firent marquer trois points chacun.
Le match fut marqué par un incident survenu en fin de septième manche, alors que le jeune préposé au bâton (batboy) des Giants, Darren Baker, fut presque victime d'une collision au marbre. Alors que Kenny Lofton était autour des sentiers pour compléter le triple qu'il venait de frapper, le préposé, âgé d'à peine trois ans, crut que le jeu n'était pas terminé et courut vers le marbre pour récupérer le bâton que Lofton avait laissé tomber avant d'amorcer sa course autour des buts. J.T. Snow, qui venait tout juste de croiser le marbre pour marquer le premier point de cette séquence, aperçut l'enfant et le saisit pour l'éloigner du jeu, alors que David Bell arrivait vers la plaque pour marquer un second point. Le préposé au bâton, qui est le fils de Dusty Baker, alors gérant des Giants, aurait pu être sérieusement blessé s'il n'avait pas été rescapé par Snow et si Bell était entré en collision avec lui.
La saison suivante, les Ligues majeures de baseball imposèrent un âge minimal de 14 ans pour les préposés au bâton de ses équipes.

### Match 6
Samedi 26 octobre 2002 au Edison International Field, Anaheim, Californie.
| Giants de San Francisco | 0 | 0 | 0 | 0 | 3 | 1 | 1 | 0 | 0 | 5 | 8  | 1 |
| Angels d'Anaheim | 0 | 0 | 0 | 0 | 0 | 0 | 3 | 3 | X | 6 | 10 | 1 |
| Lanceurs partants : SF : Russ Ortiz ANA : Kevin Appier Vic. : Brendan Donnelly (1-0) Déf. : Tim Worrell (1-1) Sauv. : Troy Percival (2) HRs : SF : Shawon Dunston (1), Barry Bonds (4) ANA : Scott Spiezio (1), Darin Erstad (1) |   |   |   |   |   |   |   |   |   |   |    |   |

En avant 3-2 dans la série, les Giants se dirigeaient allègrement vers leur première conquête de la Série mondiale depuis leur déménagement à San Francisco en 1958. Les champions de la Ligue nationale menaient le match 5-0 en septième manche, avec huit retraits à effectuer pour concrétiser leur triomphe.
Mais Anaheim revint de l'arrière. En 7e, le partant Russ Ortiz plaça deux coureurs sur les sentiers. Dusty Baker remplaça alors son lanceur par Félix Rodríguez, qui fut accueilli par un coup de circuit de trois points de Scott Spiezio.
Le ralliement se poursuivit en 8e alors que le premier frappeur des Angels, Darin Erstad frappa un circuit en solo contre le releveur Todd Worrell. Ce dernier donna ensuite des coups sûrs à Tim Salmon et Garret Anderson. Le voltigeur de gauche des Giants, Barry Bonds, jugea mal la balle frappée par Anderson sur ce simple, et il fut débité de l'erreur qui permit à Salmon de courir jusqu'au troisième but et Anderson jusqu'au deuxième. 
Worrell fut alors relevé par le stoppeur Robb Nen. Le premier frappeur à lui faire face, Troy Glaus, cogna un double qui donna l'avance aux Angels, 6 à 5. Sur un point non mérité, Anaheim l'emporta pour forcer la tenue d'un septième et ultime match. Le stoppeur des Angels, Troy Percival, retira l'adversaire dans l'ordre en 9e pour sauvegarder la victoire.

### Match 7
Dimanche 27 octobre 2002 au Edison International Field, Anaheim, Californie.
| Giants de San Francisco | 0 | 1 | 0 | 0 | 0 | 0 | 0 | 0 | 0 | 1 | 6 | 0 |
| Angels d'Anaheim | 0 | 1 | 3 | 0 | 0 | 0 | 0 | 0 | X | 4 | 5 | 0 |
| Lanceurs partants : SF : Liván Hernández ANA : John Lackey Vic. : John Lackey (1-0) Déf. : Liván Hernández (0-2) Sauv. : Troy Percival (3) |   |   |   |   |   |   |   |   |   |   |   |   |

Garret Anderson, qui avait compté le point de la victoire lors du match #6, brisa une égalité de 1-1 en fin de troisième manche avec un double de trois points contre le lanceur partant des Giants, Liván Hernández, qui encaissa un second revers dans cette série.
John Lackey lança cinq bonnes manches pour les Angels, et la relève ne permit aucun point à l'adversaire. Brendan Donnelly, Francisco Rodríguez et Troy Percival succédèrent à Lackey au monticule. Percival donna des sueurs froides aux partisans des Angels en 9e manche, en plaçant deux coureurs sur les buts après un retrait. Mais le releveur retira le frappeur suppléant Tsuyoshi Shinjo sur des prises, puis Kenny Lofton sur un ballon au champ centre pour mettre fin au match et permettre aux Angels de savourer, avec ce gain de 4-1, la première conquête de la Série mondiale de l'histoire de l'équipe.

## Joueur par excellence
Le joueur de troisième but Troy Glaus des Angels d'Anaheim fut élu joueur par excellence de la Série mondiale 2002.
Glaus frappa dans une moyenne de ,385 (10 coups sûrs en 26 présences au bâton) au cours des sept matchs de cette série. Il produisit huit points grâce, notamment, à trois circuits et trois doubles. Il marqua aussi sept points.